# Gino Odjick
Wayne Gino Odjick (* 7. September 1970 in Maniwaki, Québec; † 15. Januar 2023 in Vancouver, British Columbia) war ein kanadischer Eishockeyspieler, der im Verlauf seiner aktiven Karriere zwischen 1988 und 2002 unter anderem 649 Spiele für die Vancouver Canucks, New York Islanders, Philadelphia Flyers und Canadiens de Montréal in der National Hockey League (NHL) auf der Position des linken Flügelstürmers bestritten hat. Odjick, der dem Stamm der Algonkin angehörte, verkörperte den Spielertyp des Enforcers und sammelte insgesamt 2.709 Strafminuten in der NHL.

## Karriere
Odjick spielte während seiner Juniorenzeit zunächst in der Saison 1987/88 für die Hawkesbury Hawks in der unterklassigen Juniorenliga Central Junior A Hockey League (CJHL) der Provinz Ontario. Zur Spielzeit 1988/89 wechselte der Stürmer in die Ligue de hockey junior majeur du Québec (LHJMQ) zu den Titan de Laval. Er verbrachte zwei Jahre in der franko-kanadischen Juniorenliga und gewann jeweils den Coupe du Président mit den Titan, woraufhin die Mannschaft sich jeweils für den prestigeträchtigen Memorial Cup qualifizierte. Beim NHL Entry Draft 1990 wurde Odjick in der fünften Runde als 86. Spieler von den Vancouver Canucks aus der National Hockey League (NHL) ausgewählt.
Bei den Canucks wurde er in seiner bevorzugten Rolle als Enforcer eingesetzt. In den folgenden acht Jahren war er als Stammspieler gesetzt und aus dem System des Teams nicht wegzudenken. In der Saison 1996/97 setzte er mit 371 Strafminuten in der regulären Saison seine persönliche Bestmarke. Seine punktbeste Spielzeit hatte er in der Saison 1993/94, als Odjick in 76 NHL-Spielen 29 Scorerpunkte erzielte und mit dem Franchise die Finalserie der Stanley-Cup-Playoffs 1994 erreichte. Odjick hält mit 2204 Strafminuten den Franchiserekord der Vancouver Canucks in dieser Statistik.
Im März 1998 wurde Odjick im Tausch für Jason Strudwick an die New York Islanders abgegeben. Dort kam er nicht mehr annähernd auf so viele Strafminuten wie zuvor in Vancouver, füllte aber die Aufgabe des Enforcers weiterhin aus. Im Februar 2000 wechselte er zu den Philadelphia Flyers, die dafür Mikael Andersson und ein Fünftrunden-Wahlrecht im NHL Entry Draft 2000 zu den Islanders schickten. Für die Flyers absolvierte der Kanadier bis Dezember 2000 nur 30 Partien, ehe er im Tausch für P. J. Stock und ein Sechstrunden-Wahlrecht im NHL Entry Draft 2001 zu den Canadiens de Montréal wechselte. In der Saison 2000/01 kam er zu 13 Spielen für die Habs, da ihn eine Handgelenksverletzung zu einer mehrmonatigen Pause zwang. Im August 2002 zog er sich eine Kopfverletzung im Trainingslager zu und fiel für die gesamte Saison 2002/03 vom Spielbetrieb aus. Als er nach seiner Genesung im Februar 2003 für die Utah Grizzlies in der American Hockey League (AHL) auflaufen sollte, weigerte Odjick sich und wurde daraufhin von den Canadiens suspendiert. In der Folge beendete er seine aktive Karriere.
Odjick starb im Januar 2023 im Alter von 52 Jahren an den Folgen eines Herzinfarkts in Vancouver. Bereits im Juni 2014 war bei ihm nach einem Herzinfarkt die Krankheit AL-Amyloidose diagnostiziert worden.

## Erfolge und Auszeichnungen
- 1989 Coupe-du-Président-Gewinn mit den Titan de Laval
- 1990 Coupe-du-Président-Gewinn mit den Titan de Laval

## Karrierestatistik
(Legende zur Spielerstatistik: Sp oder GP = absolvierte Spiele; T oder G = erzielte Tore; V oder A = erzielte Assists; Pkt oder Pts = erzielte Scorerpunkte; SM oder PIM = erhaltene Strafminuten; +/− = Plus/Minus-Bilanz; PP = erzielte Überzahltore; SH = erzielte Unterzahltore; GW = erzielte Siegtore; 1 Play-downs/Relegation; Kursiv: Statistik nicht vollständig)